# Эгмонт, Ламораль II
Ламораль II д'Эгмонт (фр. Lamoral II d'Egmont; ум. 23 мая 1617, Брюгге) — 6-й граф Эгмонт, 3-й принц Гаврский.
Второй сын графа Ламораля I д'Эгмонта и Сабины фон Пфальц-Зиммерн.
Был сеньором Пюрмарана, Хоогвуда и Аерствуда. В 1590, после гибели бездетного старшего брата Филиппа унаследовал владения Эгмонтов.
Занял крупные суммы денег, на которые снарядил 18 военных кораблей, с целью, как он говорил, разыскать Пресвитера Иоанна. Голландцы, жестоко расправлявшиеся с торговыми и колониальными конкурентами, устроили диверсию и однажды ночью сожгли все корабли.
Жена: Мария де Пьервив, дочь сеньора де Лезиньи. Брак был бездетным, и наследником Ламораля стал его младший брат Шарль.